# Babukhan Khatun
Babukhan Khatun, född okänt år, död efter 1328, var en kinesisk kejsarinna, gift med Yesun Temür khan. Hon var regent som förmyndare för sin omyndige son Aragibag khan under år 1328. 

## Biografi
Babukhan var dotter till Hanliucai'er och barnbarnsbarn till Anchen. 
Vid makens död 1328 blev efterträddes han av deras son Aragibag khan, som var omyndig, och Babukhan tog då makten som förmyndarregent. Strax därpå avsattes de dock båda två av en kupp iscensatt av minister El Temür, som placerade Tugh Temür khan på tronen. 
Det är oklart vad som hände med hennes son, men Babukhan själv blev liksom alla hennes makes övriga hustrur och konkubiner inkorporerade i den nye kejsarens harem. 